# Komitat Torontál
Das Komitat Torontál (ungarisch Torontál vármegye, lateinisch Comitatus Torontaliensis) war eine Verwaltungseinheit im Süden des Königreichs Ungarn. Verwaltungssitz war Nagybecskerek.

## Lage

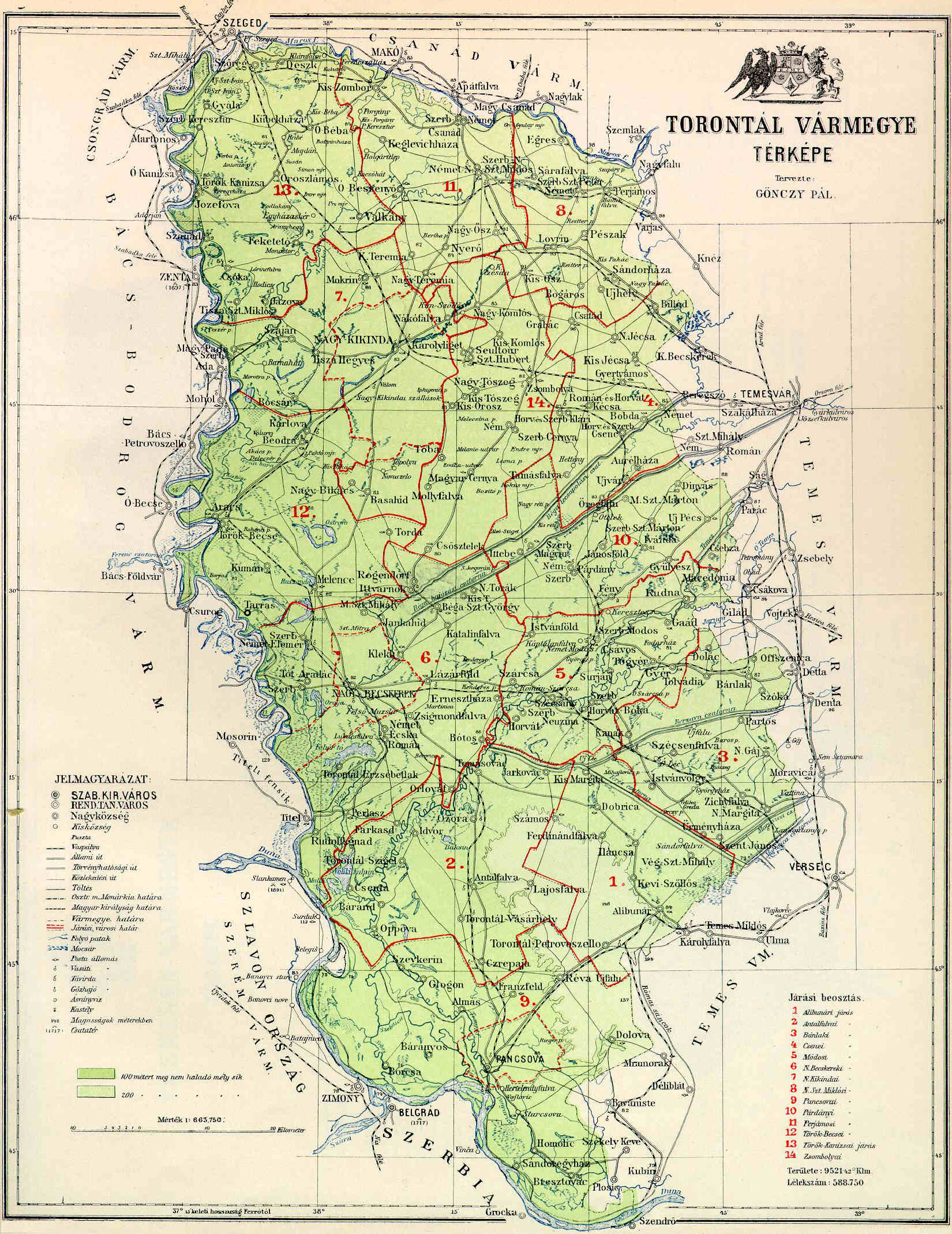
Karte des Komitats Torontal um 1890

Sein Gebiet lag im historischen Banat und grenzte im Süden an das Königreich Serbien, im Westen an das Komitat Syrmien (Szerém) und das Komitat Bács-Bodrog, im Norden an die Komitate Csongrád und Csanád, im Nordosten auf einem kurzen Stück an das Komitat Arad sowie im Osten an das Komitat Temes. Dabei stellte die Donau die Südgrenze, die Theiß die Westgrenze und die Ostgrenze der Marosch dar.

## Geschichte

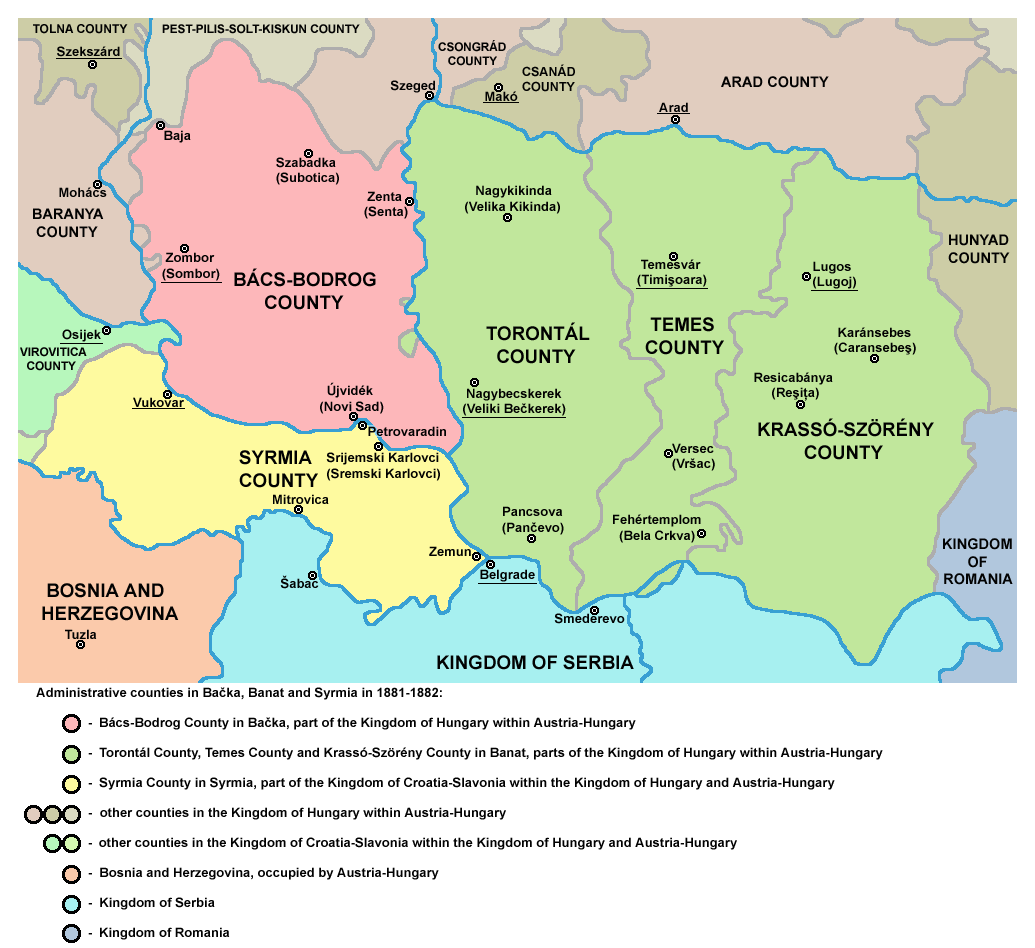
Karte mit allen aus der serbischen Woiwodschaft und dem Temeser Banat entstandenen Komitaten nach 1881

Das Komitat entstand im Hochmittelalter. Nach dem ersten österreichischen Türkenkrieg kam das Gebiet 1552 zum osmanischen Eyâlet Tımışvar und 1718 mit dem Frieden von Passarowitz zum Temescher Banat. 1778 wurde es wieder mit seiner ursprünglichen Bezeichnung ein Komitat des Königreichs Ungarn. Nach der Revolution von 1848/49 war es bis 1860 der Woiwodschaft Serbien und Temeser Banat angegliedert und danach wieder als Komitat hergestellt. Seit 1872 gehörte der südwestlichste Teil der Banater Militärgrenze zum Komitat. Das Komitat Torontál wies unter allen Verwaltungsbezirken der Donaumonarchie eine der ethnisch vielfältigsten Bevölkerungen auf.
Kurz vor Ende des Ersten Weltkriegs 1918 entstand auf dem Gebiet die Banater Republik. Diese wurde aber im Vertrag von Trianon 1920 zwischen dem Königreich der Serben, Kroaten und Slowenen im Süden (der größte Teil), Rumänien im Norden und Ungarn (kleines Gebiet südlich von Szeged) aufgeteilt.
Während der jugoslawische Anteil in die Vojvodina eingegliedert wurde (bis auf einen kleinen Teil bei Belgrad, der zur Stadt Belgrad und damit zu Zentralserbien gehört), liegt der rumänische Anteil des ehemaligen Komitats nun im rumänischen Kreis Timiș, der kleine ungarische Teil gehört heute zum Komitat Csongrád-Csanád.

## Bezirksunterteilung

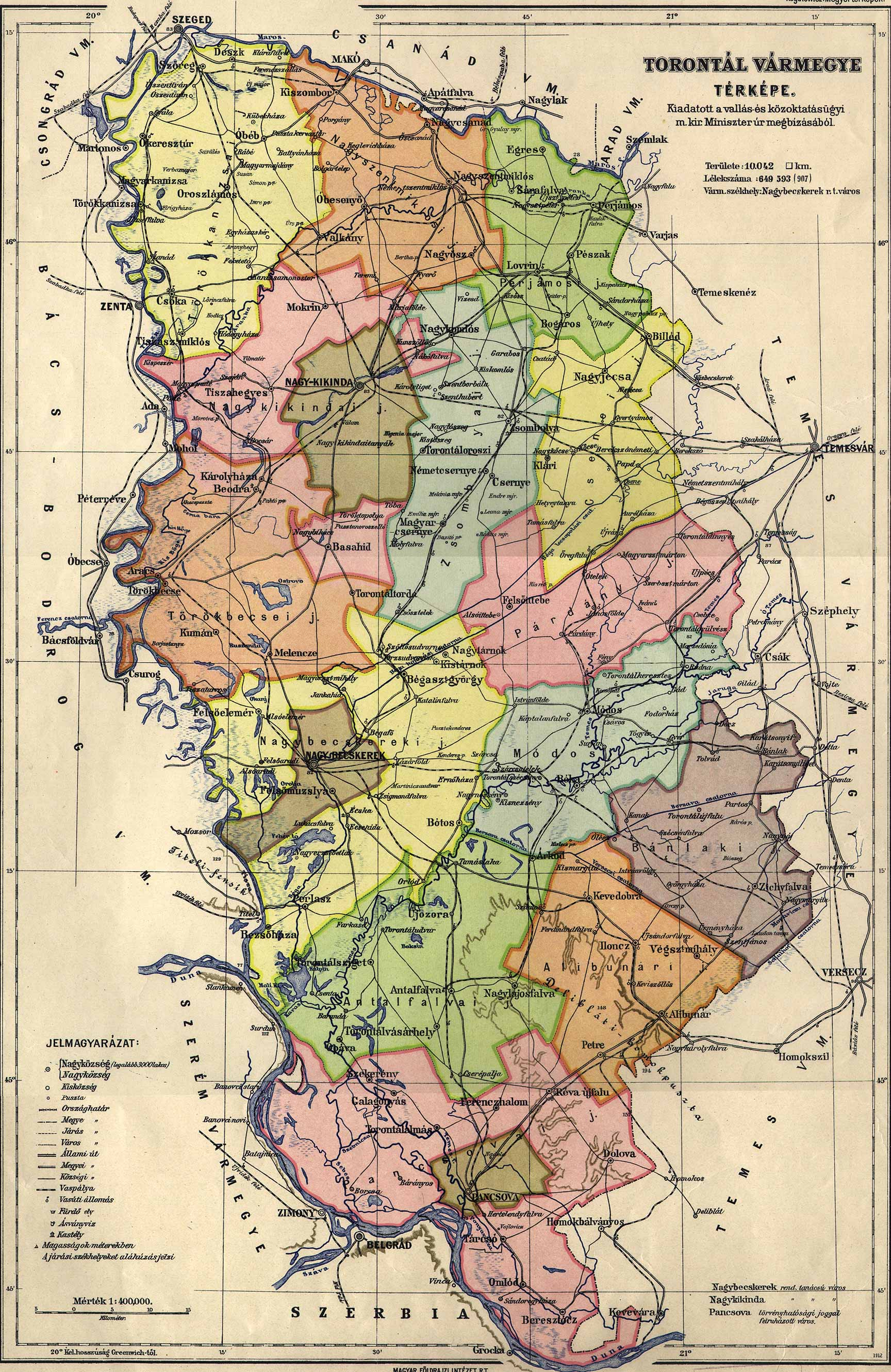
Administrative Karte

Im frühen 20. Jahrhundert bestanden folgende Stuhlbezirke (meist nach dem Namen des Verwaltungssitzes benannt):
| Stuhlbezirke (járások)                                                                | Stuhlbezirke (járások)                                                    |
| Stuhlbezirk                                                                           | Verwaltungssitz                                                           |
| ------------------------------------------------------------------------------------- | ------------------------------------------------------------------------- |
| Bezirk Alibunár                                                                       | Alibunár, heute Алибунар/Alibunar                                         |
| Bezirk Antalfalva                                                                     | Antalfalva, heute Ковачица/Kovačica                                       |
| Bezirk Bánlak                                                                         | Bánlak, heute Banloc                                                      |
| Bezirk Csene                                                                          | Csene, heute Cenei                                                        |
| Bezirk Módos                                                                          | Módos (Модош/Modoš), heute Јаша Томић/Jaša Tomić                          |
| Bezirk Nagybecskerek                                                                  | Nagybecskerek (Велики Бечкерек/Veliki Bečkerek), heute Зрењанин/Zrenjanin |
| Bezirk Nagykikinda                                                                    | Nagykikinda (Велика Кикинда/Velika Kikinda), heute Кикинда/Kikinda        |
| Bezirk Nagyszentmiklós                                                                | Nagyszentmiklós, heute Sânnicolau Mare                                    |
| Bezirk Pancsova                                                                       | Pancsova, heute Панчево/Pančevo                                           |
| Bezirk Párdány                                                                        | Párdány (Пардањ/Párdány), heute Међа/Međa                                 |
| Bezirk Perjámos                                                                       | Perjámos, heute Periam                                                    |
| Bezirk Törökbecse                                                                     | Törökbecse, heute Нови Бечеј/Novi Bečej                                   |
| Bezirk Törökkanizsa                                                                   | Törökkanizsa, heute Нови Кнежевац/Novi Kneževac                           |
| Bezirk Zsombolya                                                                      | Zsombolya, heute Jimbolia                                                 |
| Stadtkreis (törvényhatósági jogú város)                                               |                                                                           |
| Pancsova, heute Панчево/Pančevo                                                       |                                                                           |
| Stadtbezirke (rendezett tanácsú városok)                                              |                                                                           |
| Stadtbezirk Nagybecskerek (Велики Бечкерек/Veliki Bečkerek), heute Зрењанин/Zrenjanin |                                                                           |
| Stadtbezirk Nagykikinda (Велика Кикинда/Velika Kikinda), heute Кикинда/Kikinda        |                                                                           |

Die Orte Banloc, Cenei, Sânnicolau Mare, Periam und Jimbolia liegen im heutigen Rumänien, die restlichen Orte im heutigen Serbien.